# Thomas Lanier Clingman

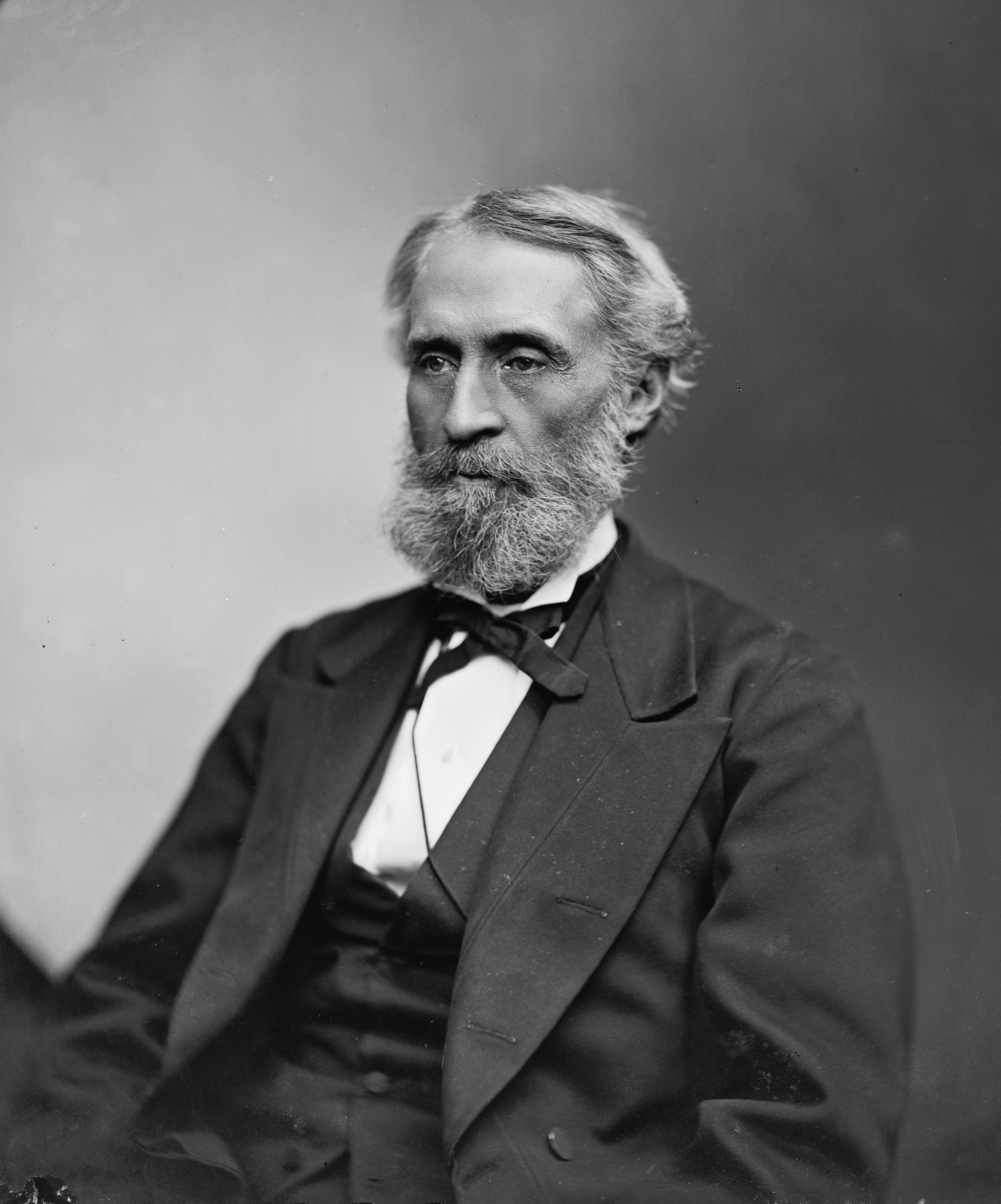
Thomas Lanier Clingman

Thomas Lanier Clingman (* 27. Juli 1812 in Huntsville, Yadkin County, North Carolina; † 3. November 1897 in Morganton, North Carolina) war ein US-amerikanischer Politiker und Brigadegeneral der Konföderierten im Bürgerkrieg.

## Leben
Clingman wurde 1812 in Huntsville als Sohn von Jacob und Jane Clingman, geb. Poindexter, geboren. Sein Großvater war Alexander Clingman, ein nach Pennsylvania ausgewanderter Deutscher. Die Ausbildung erhielt der junge Clingman sowohl in öffentlichen Schulen im Iredell County als auch durch Privatlehrer. Anschließend ging er an die 1789 gegründete University of North Carolina in Chapel Hill, studierte Rechtswissenschaften und graduierte 1832. Zwei Jahre später, 1834, wurde er zur Anwaltskammer zugelassen, eröffnete in seinem Heimatort Huntsville eine kleine Kanzlei und wandte sich gleichzeitig der Politik zu.
Bereits 1835 wurde er als Vertreter seines Wahlkreises in das Repräsentantenhaus von North Carolina gewählt. 1836 zog er um nach Asheville, das gleichzeitig Sitz der County-Verwaltung (County Seat) des Buncombe County war. 1840 wählte man ihn in den Senat von North Carolina und 1842, als Mitglied der Whigs, für die Legislaturperiode vom 4. März 1843 bis zum 3. März 1845 ins Repräsentantenhaus des 28. Kongresses. Die Wiederwahl zum 29. Kongress verlor er, die Wahlen zum 30. Kongress und fünf weitere Wahlen gewann er in Folge. Die letzte Legislaturperiode beendete Clingman vorzeitig am 7. Mai 1858, da er in den US-Senat berufen wurde. Hier gehörte er verschiedenen Ausschüssen an. Am 6. Mai 1858 wurde er US-Senator für den vorzeitig ausgeschiedenen Asa Biggs und für die nächste Amtszeit wiedergewählt, jetzt als Vertreter der Demokraten. Dem Senat gehörte er bis zum 28. März 1861 an, als er sein Mandat vorzeitig niederlegte, zusammen mit anderen Südstaatlern.
Im Mai 1861 trat Clingman als Freiwilliger ins Heer der Konföderierten ein und wurde zum Colonel der 25. Infanterie. Acht Monate später war er bereits Brigadegeneral. In der Folgezeit hatte Clingman das Kommando bei der Verteidigung von Goldsboro, Sullivan’s Island und Battery Wagner während des Angriffs auf Charleston, South Carolina, beim Angriff auf New Bern in North Carolina im Februar 1864 und die Verteidigung bei der Zweiten Schlacht von Drewry’s Bluff im Mai 1864. Bei der Schlacht von Cold Harbor vom 31. Mai bis 12. Juni 1864 wurde Clingman verwundet. Bei nachfolgenden Gefechten wurde er noch mehrfach verwundet und konnte erst wenige Tage vor der Kapitulation von Greenboro sein Kommando wieder übernehmen.
Nach dem Krieg war Clingman Delegierter zur Democratic National Convention, widmete sich immer mehr der Forschung über die Atmosphäre und Elektrizität und brachte mehrere Bücher über seine Forschungen heraus.

## Ehrungen
1859 wurde der Berg Kuwohi in den Great Smoky Mountains nach ihm Clingmans Dome benannt. Seit 2024 führt er wieder den Cherokee-Namen Kuwohi.